# Csengerújfalu, Szabolcs-Szatmár-Bereg
Uifalău (în maghiară Csengerújfalu) este un sat în districtul Csenger, județul Szabolcs-Szatmár-Bereg, Ungaria, având o populație de 840 de locuitori (2011).

## Demografie
Componența etnică a satului Uifalău
     Maghiari (89,9%)
     Romi (8,48%)
     Germani (1,12%)
     Români (0,5%)
Componența confesională a satului Uifalău
     Reformați (42,74%)
     Greco-catolici (31,31%)
     Romano-catolici (7,38%)
     Fără religie (2,5%)
     Necunoscută (16,07%)
     Alte religii (0,6%)
Conform recensământului din 2011, satul Uifalău avea 840 de locuitori. Din punct de vedere etnic, majoritatea locuitorilor (89,9%) erau maghiari, existând și minorități de romi (8,48%) și germani (1,12%). Nu există o religie majoritară, locuitorii fiind reformați (42,74%), greco-catolici (31,31%), romano-catolici (7,38%) și persoane fără religie (2,5%). Pentru 16,07% din locuitori nu este cunoscută apartenența confesională.

Odată exista aici o importantă comunitate românească, fiind românii cel mai mare grup etnic din sat. În cursul secolului XX românii s-au asimilat din întregime, dar biserica greco-catolică a rămas și este utilizată și astăzi.
În anul 1881 la Uifalău locuiau 616 de persoane, dintre care 305 români, 278 maghiari, 21 germani și 12 din alte etnii. Din punct de vedere religios, 330 erau greco-catolici, 230 reformați, 46 mozaici și 10 romano-catolici.